# Їжакові
Їжако́ві, їжакуваті (Erinaceidae) — родина ссавців ряду їжакоподібні (Erinaceiformes) надряду комахоїдних (Insectivora). Зазвичай родину поділяють на 2 підродини — їжакових (Erinaceinae) та гімнурових (Galericinae), в межах яких розрізняють 10 родів та 26 сучасних видів.

## Викопні їжакові
Найбільш ранній викопний матеріал відомий від палеоцену для Північної Америки, Еоцену для Європи та Азії, раннього міоцену для Африки.

## Біологічні характеристики
Розміри їжакових варіюють від розмірів миші до розмірів невеликого кроля. Довжина тіла дорослого їжака сягає від 10 до 45 см. Маса не перевищує 1,5 кг. Тіло їжака покрите суцільним шаром голок темного забарвлення. Наявність голок вчені пояснюють так: у процесі еволюції шерсть стала голками для захисту від хижаків. Голок на тілі їжака до 6000.
Мордочка витягнута, загострена. Ніс чорного забарвлення з ніздрями діаметром до 3 мм. Очі та вуха, що в більшості видів довші за довжину голок, помірно великі. Виличні дуги повні. Зубна формула: I 2-3/2-3, C 1/1, P 3-4/2-4, M 3/3 = 34-44. Перші верхні і, в деяких видів, перші нижні різці збільшені. Верхні моляри мають прості несекторіальні куспи (ріжучі виступи на жувальній поверхні зуба). Загалом кутні зуби краще пристосовані до всеїдного ніж до комахоїдного раціону.

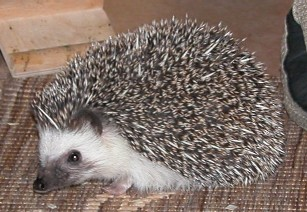
Їжак карликовий (Atelerix albiventris)

## Спосіб життя
Живуть у норах під корінням дерев, густих чагарниках, під камінням, рідше під металобрухтом сім'ями. Вони живуть у лісах, степах, пустелях та у інших сприятливих зонах. Поширені у Азії, Африці, Європі та на о. Борнео.

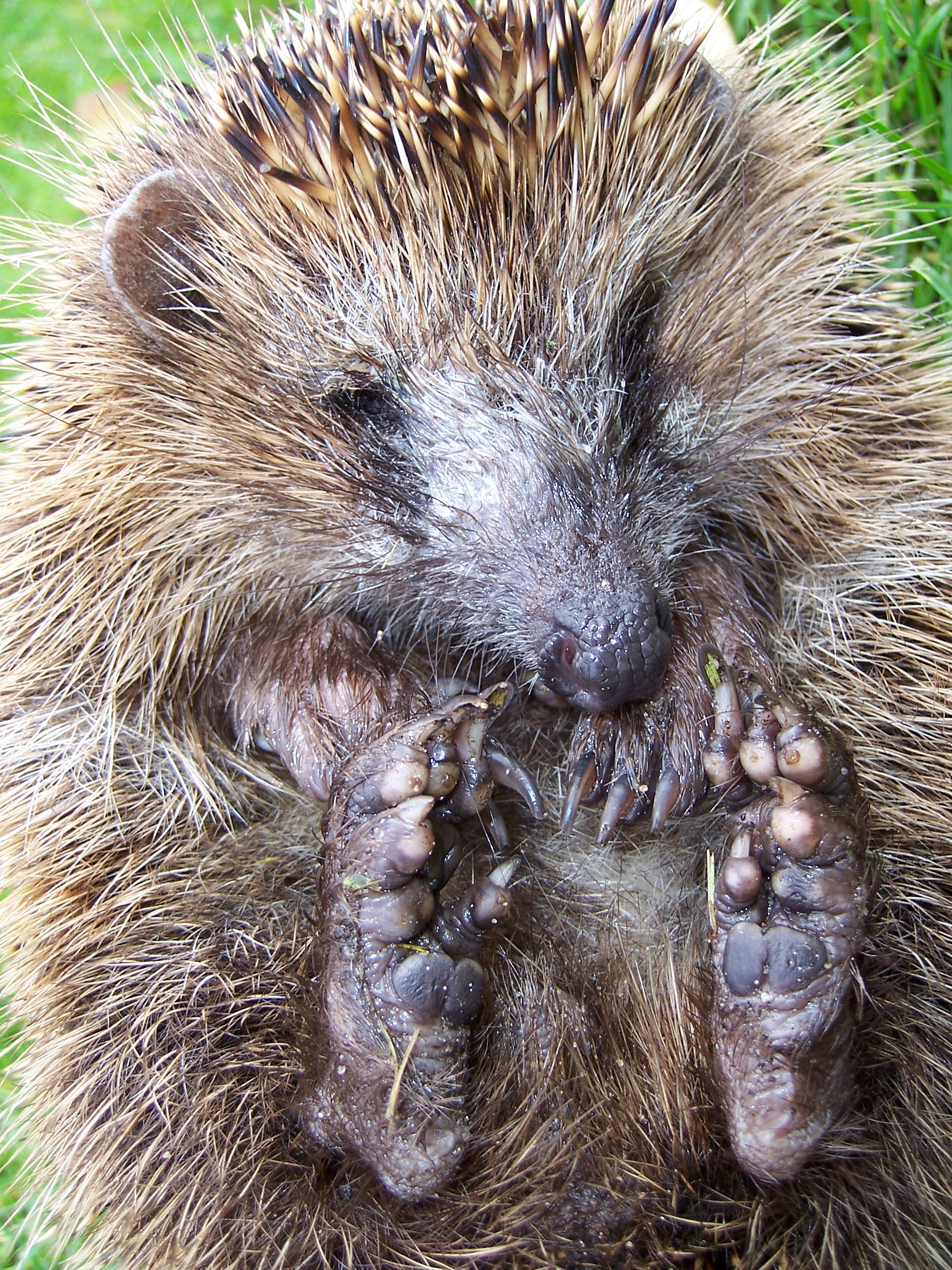
Згортатись клубком — один із захисних рефлексів їжаків

Їжаки — всеїдні. Вони можуть споживати як мишей, гадюк, вужів, мідянок, так і рослинну їжу. Надають перевагу тваринній їжі.
Часто поселяються біля садиб, у тому числі на ягідниках.
На їжаків полюють різноманітні хижі ссавці (лисиця, вовк, тхір) і птахи (сова, пугач).
На їжаків не діє отрута багатьох змій.

## Розмноження
Період вагітності самки триває від 35 до 60 днів. За одну вагітність самки народжується до 10-ти малят їжаків. За рік можливо до двох періодів вагітності.

## Класифікація

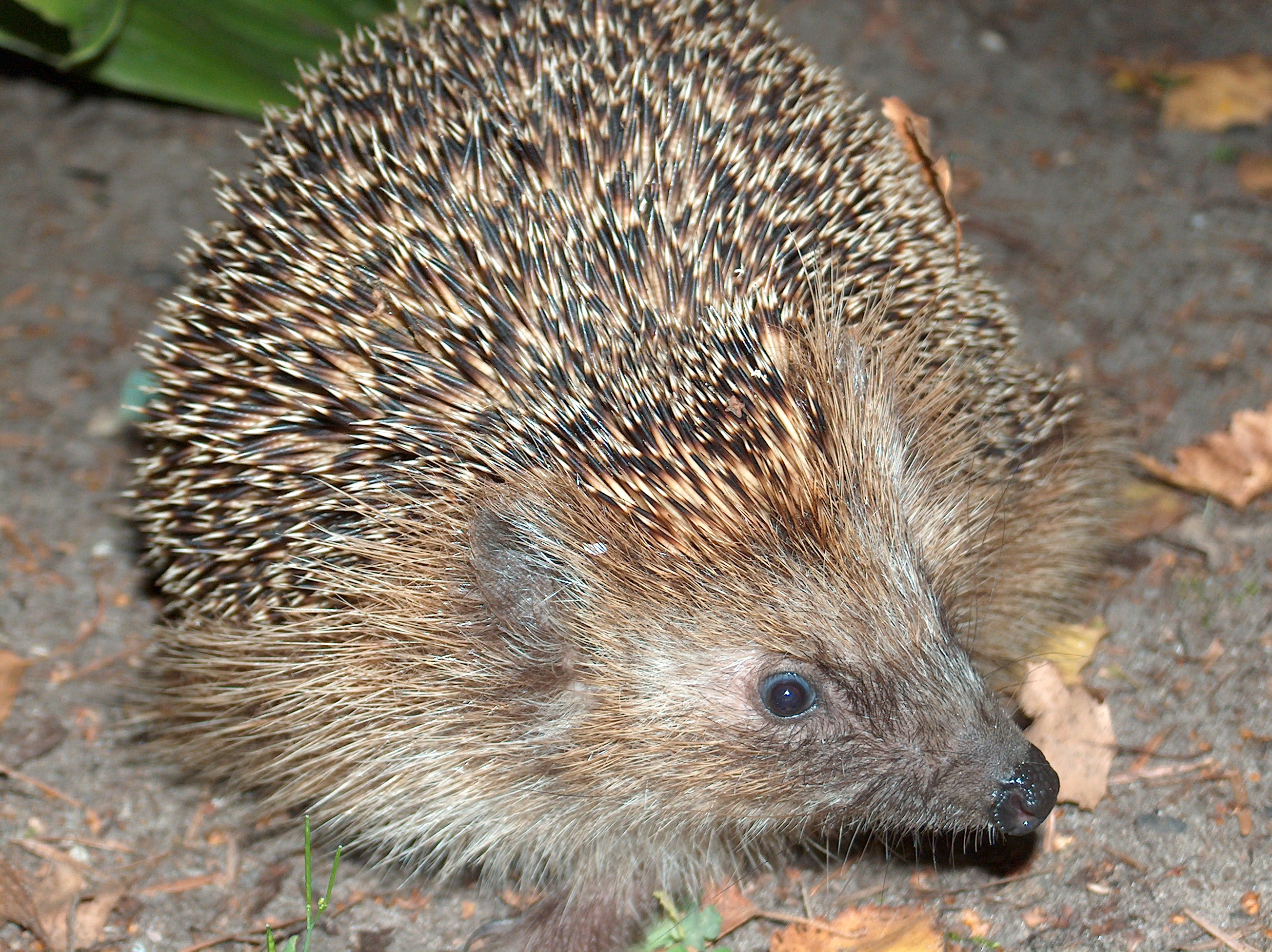
Їжак європейський

### ПідродинаЇжаки(Erinaceinae)
Включає у себе 5 родів їжаків, поширених у Африці, Азії та Європі.

#### Atelerix
Рід Ателерикс, або «африканський їжак» (Atelerix) — ссавці з підродини їжаків (Erinaceinae). Поширені на території Африки. Включає у себе 4 види:
Їжак алжирський (Atelerix algirus)
Їжак південно-африканський (Atelerix frontalis)
Їжак сомалійський (Atelerix sclateri)
Їжак карликовий (Atelerix albiventris)

#### Erinaceus
Рід їжак, «лісовий» їжак, або звичайний їжак  представляє родину їжакових. Їжаки поширені в Європі, Середній і Передній Азії, Сибіру, Китаю і Кореї; налічують з види:.
Їжак європейський (Erinaceus europaeus)
Їжак білочеревий (Erinaceus roumanicus)
Їжак південний (Erinaceus concolor)
Їжак амурський (Erinaceus amurensis)

#### Їжачок(Hemiechinus)
Їжачок, або "вухаті їжаки" — рід ссавців з родини їжакових. Відрізняються від типових груп (зокрема, від Erinaceus) довгими вухами. Поширені у Африці, Азії та Індії.
їжачок вухатий (Hemiechinus auritus)
їжачок індійський (Hemiechinus collaris)

#### Paraechinus
Їжак ефіопський або пустельний (Paraechinus aethiopicus)
Їжак індійський (Paraechinus micropus)
Їжак довгоголковий (Paraechinus hypomelas)
Їжак голочеревий (Paraechinus nudiventris)

#### Mesechinus
Даурські їжаки — це рід ссавців з підродини їжаків. Поширені у Азії. Налічує рід 4 видів:
Їжак даурський (Mesechinus dauuricus)
Їжак шанхайський (Mesechinus hughi)
Mesechinus miodon
Mesechinus wangi

### ПідродинаГімнури(Galericinae)
Налічує 5 родів, 8 видів.
- рід Echinosorex — Гімнура, або «місячний пацюк» Налічує 1 вид:
  - Гімнура велика (Echinosorex gymnura)
- рід Hylomys - Гімнура мала, або «щуроїжак». Розрізняють три види:
  - Hylomys megalotis (Гімнур довговухий)
  - Hylomys parvus (Гімнур карликовий)
  - Hylomys suillus (Гімнур довгомордий)
- рід Neohylomys Налічує 1 вид:
  - Neohylomys hainanensis
- рід Neotetracus
  - Neotetracus sinensis (Землерийний їжак)
- рід Podogymnura інколи називають «філіппінськими їжаками», вирізняються довгою мордою та великими вухами, високим і м'яким волосяним покривом.
  - Podogymnura truei
  - Podogymnura aureospinula